# Gerhard Deckert
Gerhard Erich Adolf Deckert (* 5. April 1924 in Naumburg (Saale)) ist ein deutscher Offizier sowie ehemaliger SS-Untersturmführer und Generalmajor der Bundeswehr.

## Leben
Deckert, Sohn eines städtischen Beamten, diente während des Zweiten Weltkrieges in der Waffen-SS. Er gehört damit zu fünf ehemaligen Angehörige der Waffen-SS, welche in der Bundeswehr später zu Generälen befördert wurden. Am 31. Mai 1941, im Alter von 17 Jahren, trat er in die Waffen-SS als Funker in der Nachrichtenabteilung des SS-Panzerdivision Das Reich ein. Ab 10. Januar 1943 war er bis 28. Februar 1944 an der Junkerschule Braunschweig. Zum 1. September 1943 wurde er zum SS-Untersturmführer (Äquivalent im Heer Leutnant) befördert (SS-Nummer 405.041). Anschließend diente er bis Kriegsende als Führer der Stabsbatterie IV. im SS-Panzerartillerieregiment 2 Das Reich. Vom 1. Juni 1945 bis 23. August 1947 war er in alliierter Kriegsgefangenschaft.
Ab 1. September 1947 war er als Praktikant im Betrieb Kunstblumenindustrie Sebnitz in Sachsen tätig, wechselte dann zum 1. Juli 1948 bis 1. März 1951 als Chemielaborant in die Buna-Werke Schkopau.
Anschließend ging er nach Westdeutschland und wechselte zum Grenzschutz zur GSO Melle und blieb hier für 3 Monate. Vom 31. Mai 1951 30. September 1951 war er als Ordonnanzoffizier der IV./BGS-Abteilung (Hamburg). Es folgte bis Ende 1953 sein Einsatz als IIb im Grenzschutzkommando Nord (Hannover). Von Anfang 1954 an war er Zugführer der III./Grenzschutzabteilung Nord II (Goslar) und wurde in dieser Position dort am 24. Juni 1954 zum Oberleutnant befördert. Vom 1. April 1955 bis 31. März 1956 war er Adjutant der Grenzschutzabteilung Dannenberg. Anschließend wurde er als Personalsachbearbeiter beim Grenzschutzkommando Nord auf die Übernahme in die Bundeswehr vorbereitet.
Am 1. Juli 1956 folgte als Hauptmann seine Aufnahme in die neu gegründete Bundeswehr, ohne dass eine Überprüfung seiner nationalsozialistischen Vergangenheit erfolgte. In der Bundeswehr war er zuerst Personalstabsoffizier bei der 1. Panzergrenadierdivision in Hannover und am 15. November 1960 Major. Der 4. Generalstabslehrgang Heer an der Führungsakademie der Bundeswehr in Hamburg dauerte vom 1. Oktober 1961 bis 30. September 1963. Als G 3 wurde er ab Oktober 1963 in der Panzergrenadierbrigade 29 (Sigmaringen) eingesetzt. Am 1. November 1966 wurde er Kommandeur des Panzergrenadierbataillons 161 (Flensburg) in der Panzergrenadierbrigade 16. In diesem Jahr erfolgte auch seine Beförderung zum Oberstleutnant. Zwei Jahre später, am 1. November 1968, gab er das Kommando über das Panzergrenadierbataillon 161 ab und wurde bis 31. März 1971 Referent im Führungsstabs des Heeres in Bonn bei der Stabsabteilung Fü H III (Führung, Konzeption, Einsatzgrundsätze). Hier blieb er bis 30. August 1972, nun als Referatsleiter und ab 14. Juli 1971 im Rang eines Obersts. Vom 1. Oktober 1972 bis September 1975 war er Kommandeur der Luftlandebrigade 25 (Calw). Zum Brigadegeneral befördert wurde er im Oktober 1975 als Nachfolger von Brigadegenerals Konrad Manthey Stabsabteilungsleiter im Bundesministerium der Verteidigung beim Führungsstab des Heeres III in Bonn. In dieser Position blieb es bis 30. September 1975. Anschließend war er für knapp vier Jahre Chef des Stabes im I. Korps in Münster. Mit seiner Beförderung zum Generalmajor amtierte er vom 1. April 1981 bis zum 30. Juni 1983 als Chef des Stabes im Führungsstab des Heeres. Zum 30. Juni 1983 wurde er als Generalmajor pensioniert.
Deckert ist verheiratet und hat zwei Söhne.